# Двирнык, Виктор Геннадьевич
Ви́ктор Генна́дьевич Дви́рнык (укр. Віктор Геннадійович Двірник; род. 28 февраля 1969, Киев) — советский и украинский футболист, выступавший на позиции полузащитника

## Биография
Воспитанник футбольной школы киевского «Динамо», первый тренер — Владимир Онищенко. С 1986 года — в дублирующем составе киевлян. Выступая за «Динамо» проходил срочную службу в ВС СССР. За основную команду дебютировал 26 апреля 1987 года, выйдя на замену вместо Сергея Процюка в матче Кубка Федерации футбола СССР против днепропетровского «Днепра». Всего за основу «Динамо» отыграл 3 матча, все в кубке Федерации футбола СССР. Также провёл 29 игр и забил 3 гола за дубль команды. В 1989 году был переведён в белоцерковское «Динамо». Уже в апреле того же года, после демобилизации покинул команду и перешёл в николаевский «Судостроитель», в котором доиграл до конца года.
Пройдя в начале 1990 года предсезонные сборы с николаевской командой, по предложению Михаила Комана перешёл в «Хемлон» из города Гуменне, выступавший в Словацкой лиге (второй уровень в системе футбольных лиг Чехословакии, в то время). В декабре 1990 года подписал контракт с клубом высшей лиги чемпионата Чехословакии — братиславским «Интером», за который выступал на протяжении двух сезонов. В чемпионате 1991—1992 годов отличился за команду 13 голами, став одним из лучших бомбардиров лиги. Своей игрой привлёк внимание тренером одного из сильнейших клубов страны — пражской «Спарты», куда и перешёл летом 1992 года. В составе команды стал победителем последнего чемпионата Чехословакии, а затем дважды выигрывал золотые наград новообразованного чемпионата Чехии. Покинул «Спарту» в 1995 году, после чего был на просмотре в аргентинском клубе «Бока Хуниорс», однако контракт игроку так и не предложили. После этого Двирнык вернулся в Чехию, где перешёл в другой пражский клуб — «Богемианс». В 1996 году отправился в Грецию, где стал игроком местной «Ларисы», однако вскоре покинул команду, в связи с невыполнением клубом контрактных обязательств. Вернулся в Чехию уже по окончании срока заявок, поэтому некоторое время выступал за «Чески-Брод», находившийся в местном третьем дивизионе. Затем на непродолжительное время снова стал игроком «Богемианса». В 1997—2000 годах играл в Хорватии за местные клубы «Младост-127» и «Истра».
Завершив выступления некоторое время занимался скаутингом в чешском футбольном агентстве «MLM Sport Management». В 2020 году был одним из тренеров киевского ФК им. Льва Яшина, выступавшего в любительском чемпионате Украины.

## Достижения
- Чемпион Чехословакии: 1992/93
- Чемпион Чехии: 1993/94, 1994/95